# Гамильтон (Новая Зеландия)
Га́мильтон (англ. Hamilton) — город на Северном острове Новой Зеландии, центр региона Уаикато (англ. Waikato). Население города составляет 185 300 человек на 2023 год.
Город расположен по обеим берегам крупнейшей реки Новой Зеландии Уаикато. На языке коренного населения страны город именуется Кирикирироа (маори: Kirikiriroa).
В городе расположен один из крупнейших университетов страны Университет Уаикато (англ. University of Waikato), в нём и других профессиональных учебных заведениях города обучается около 25 000 человек.
Город является крупнейшим железнодорожным узлом страны и одним из важнейших транспортных узлов. В городе расположено крупнейшее авиастроительное предприятие страны — Пасифик Аэроспейс (англ. Pacific Aerospace), выпускающее комплектующие части для лидеров мирового самолётостроения Boeing и Airbus SAS и лёгкие самолёты.

## Природные условия
В городе умеренный влажный климат, количество осадков составляет порядка 1184 мм в год. По утрам зимой часты густые туманы, нередко затягивающиеся до позднего утра. Максимальная температура днем варьируется от 22°-26 °C в январе и феврале, до 10°-15°С в июле и августе. Летом температура иногда поднимается до 30°, а ясным зимним днём может опускаться до отметки −5°. Снег в Гамильтоне не выпадает.
За исключением невысоких холмов вокруг Университета Уаикато, озера Гамильтон к западу от города и протяжённой сети оврагов, местность в городе относительно равнинная.

## Население
Гамильтон является быстрорастущим городом с населением, превышающим 203 тысяч человек, и 1,5 миллионным населением в радиусе 250 км (40 % населения всей Новой Зеландии).

## Города-побратимы
- Сакраменто, Калифорния, США
- Сайтама, Сайтама, Япония
- Уси, Цзянсу, Китай
- Чильян, Био-Био, Чили

## Известные уроженцы и жители
- Джудит Коллинз, юрист, политик, министр.
- Джасинда Ардерн, политик, член Лейбористской партии. Премьер-министр Новой Зеландии с 2017 по 2023 год.
- Фиона Джексон, каскадёр.
- Джиллиан Уайтхед, композитор.
- Хоуден Генли, автогонщик, участник чемпионата мира по автогонкам в классе Формула-1.
- Джейк и Зейн Робертсон, бегуны, обладатели национальных рекордов в беге на 10000 метров (Jake Robertson) и марафоне (Zane Robertson).
- Джордж Симпкин, регбийный тренер.